# 绿山

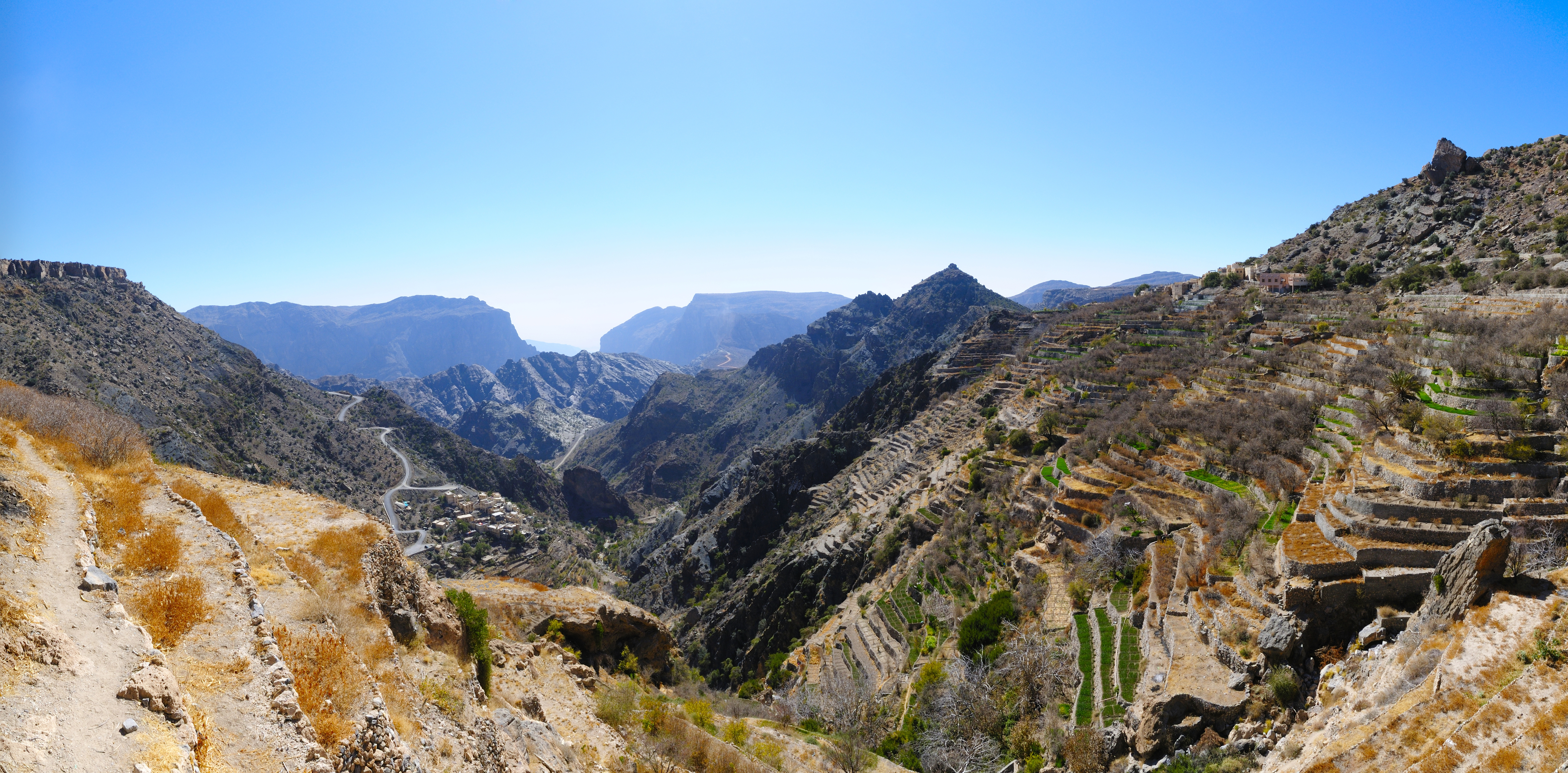
绿山

绿山（英語：Jebel Akhdar，羅馬化：Al-Jabal Al-Akhḍar，直译：「绿山」；或音譯作傑貝阿里阿赫達爾）是阿曼的一座山脉，从西北到东南延伸约300公里，距离阿曼湾海岸线约50-100公里。这是阿曼最壮观的地区之一。 最高峰是太阳山（Jabal Shams，海拔达3000米，是阿曼和整个阿拉伯半岛东部的最高点，距离马斯喀特约150公里。
绿山地区主要是沙漠，但在高海拔区域年降水量约300毫米，足以使灌木和树木生长，并支持农业。因此被命名为“绿山”。凉爽的夏季提供给清新的空气，周围环绕着雄伟的石头。该地区从尼兹瓦驱车约2小时车程，是著名的传统蔷薇水产地，农产品包括石榴、杏，桃和核桃。山区主要著名是古老的阿拉伯部落Bani Riyam，人口约14,000人。然而，大多数部落的后裔，现在居住在附近的城镇如尼兹瓦等。

## 脚注
- Sources differ as to the height of the summit of Jabal Shams, with figures ranging between 2,980 and 3,075 metres (9,777 and 10,089 ft). The Omani Ministry of Information gives the latter figure.

23°06′N 57°24′E / 23.1°N 57.4°E